# 컬러 TV 게임
컬러 TV 게임(영어: Color TV-Game, 일본어: カラーテレビゲーム)은 닌텐도와 미쓰비시 전기가 공동 개발한 가정용 게임기이다. 1977년에 가장 먼저 선보인 컬러 TV 게임 6을 시작으로 5개의 기종을 내놓았다.

## 역사

### 컬러 TV 게임 6

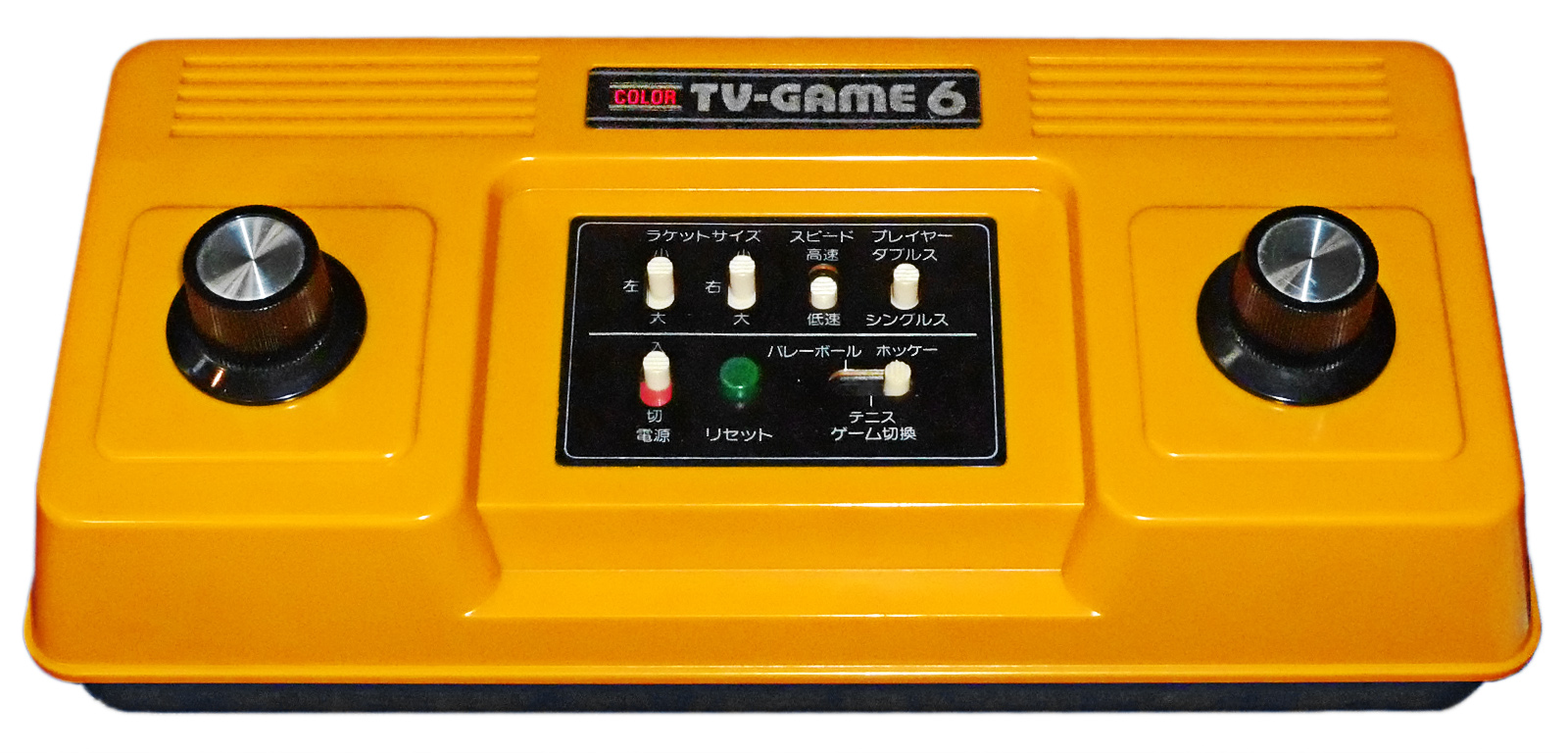
컬러 TV 게임 6

1977년 간단한 테니스(퐁) 게임 6종류가 내장된 컬러 TV 게임 6(일본어: カラー テレビゲーム6)으로 처음 선보였다. 플레이어는 본체에 붙어 있는 다이얼 모양의 패들을 사용하여 조종하며 게임은 본체의 스위치로 선택했다. 또 흰색 케이스의 C형 건전지로 동작되는 모델도 있었는데 몇천개만 한정 판매했기 때문에 수집가들 사이에서 높은가격으로 거래되고 있다. 일본에서의 판매가는 9,800엔으로 1980년까지 36만대가 판매되었다.

### 컬러 TV 게임 15

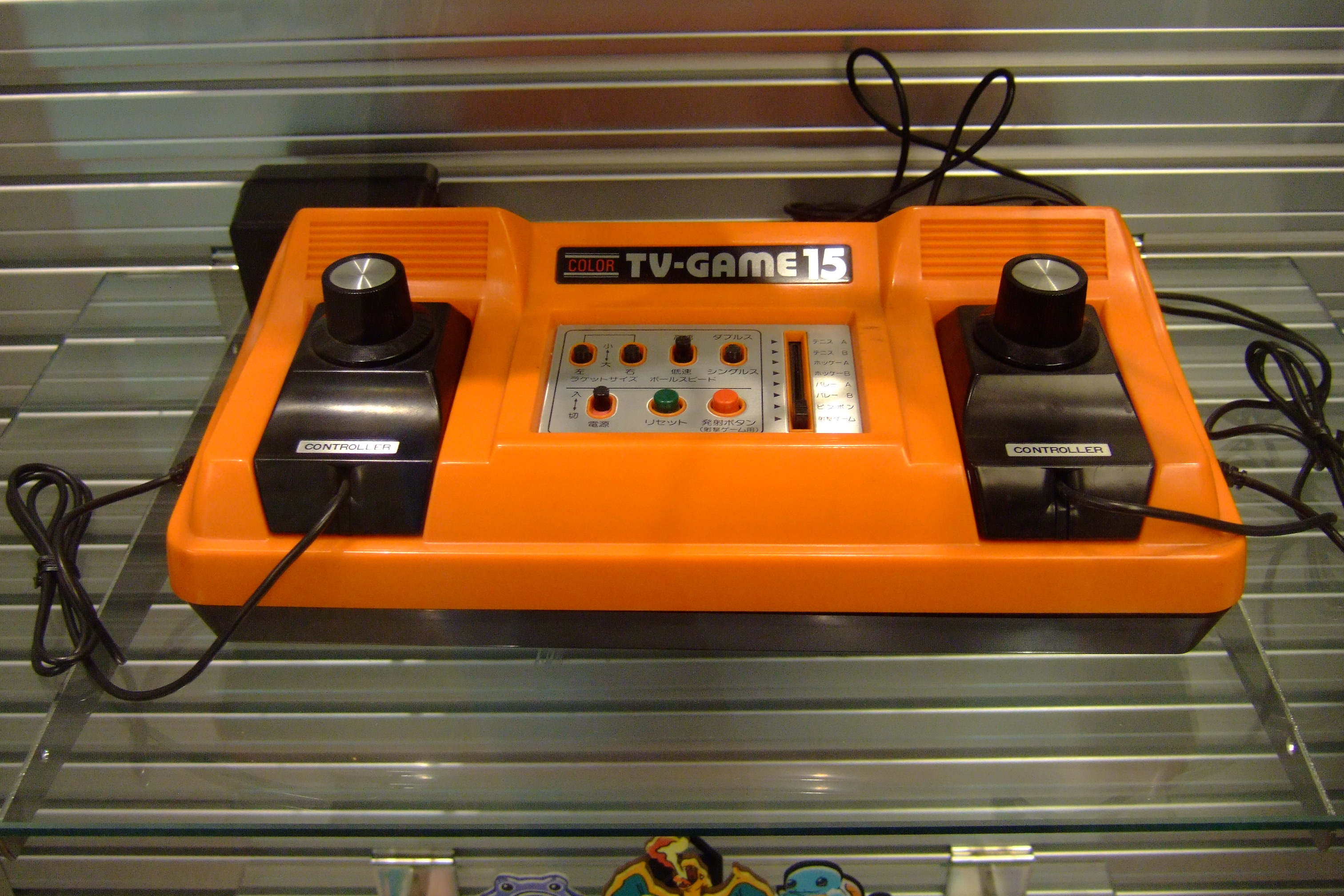
컬러 TV 게임 15

1977년 닌텐도는 컬러 TV 게임 15(일본어: カラー テレビゲーム15)를 발매했다. 15개의 간단한 테니스 게임이 내장되어 있으며 2개의 컨트롤러가 케이블로 연결되어 있어 이전보다 플레이하기 좋아졌다. 일본에서의 판매가는 15,000¥(엔)으로 70만대 가까이 판매되었다고 한다.

### 컬러 TV 게임 레이싱 112

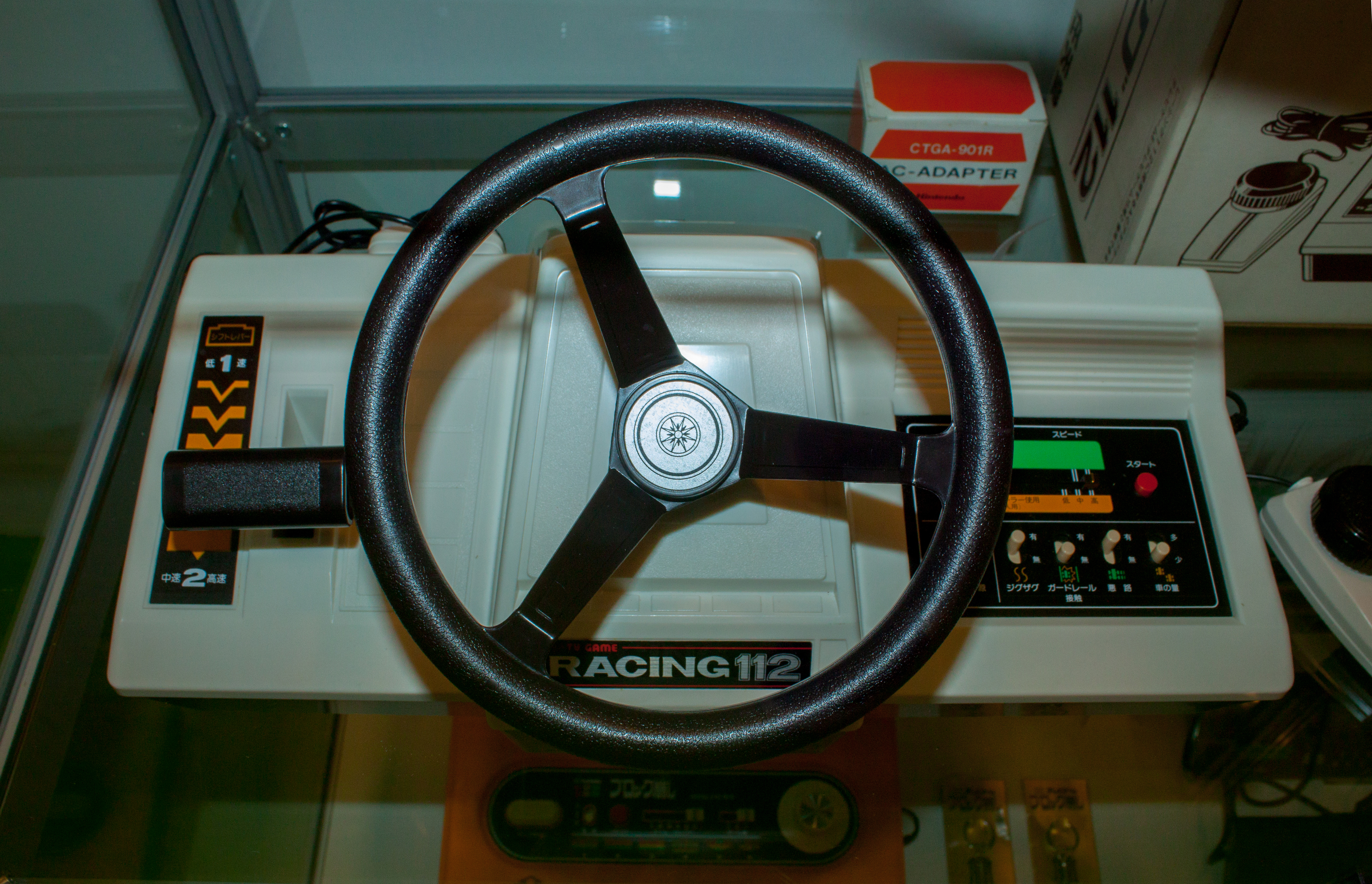
컬러 TV 게임 레이싱 112

1978년 닌텐도는 컬러 TV 레이싱 112(일본어: カラーテレビゲーム レーシング112)를 발매했는데 스위치 조합으로 이전의 컬러 TV 게임들과 비슷한 그래픽의 탑뷰 시점 게임을 112개 플레이 할 수 있었으나 각각의 게임은 별다른 차이가 없었다. 본체에 붙어있는 레이싱 휠과 변속 레버로 조작했으며 엑셀러레이터가 없어서 변속 레버를 통해 2단계의 일정한 속도로 조작할 수 있다. 추가로 2개의 작은 컨트롤러를 사용하여 멀티플레이를 할 수 있었다. 일본 판매가는 12,800엔으로 16만대 정도 팔렸다고 한다.

### 컬러 TV 게임 블록깨기

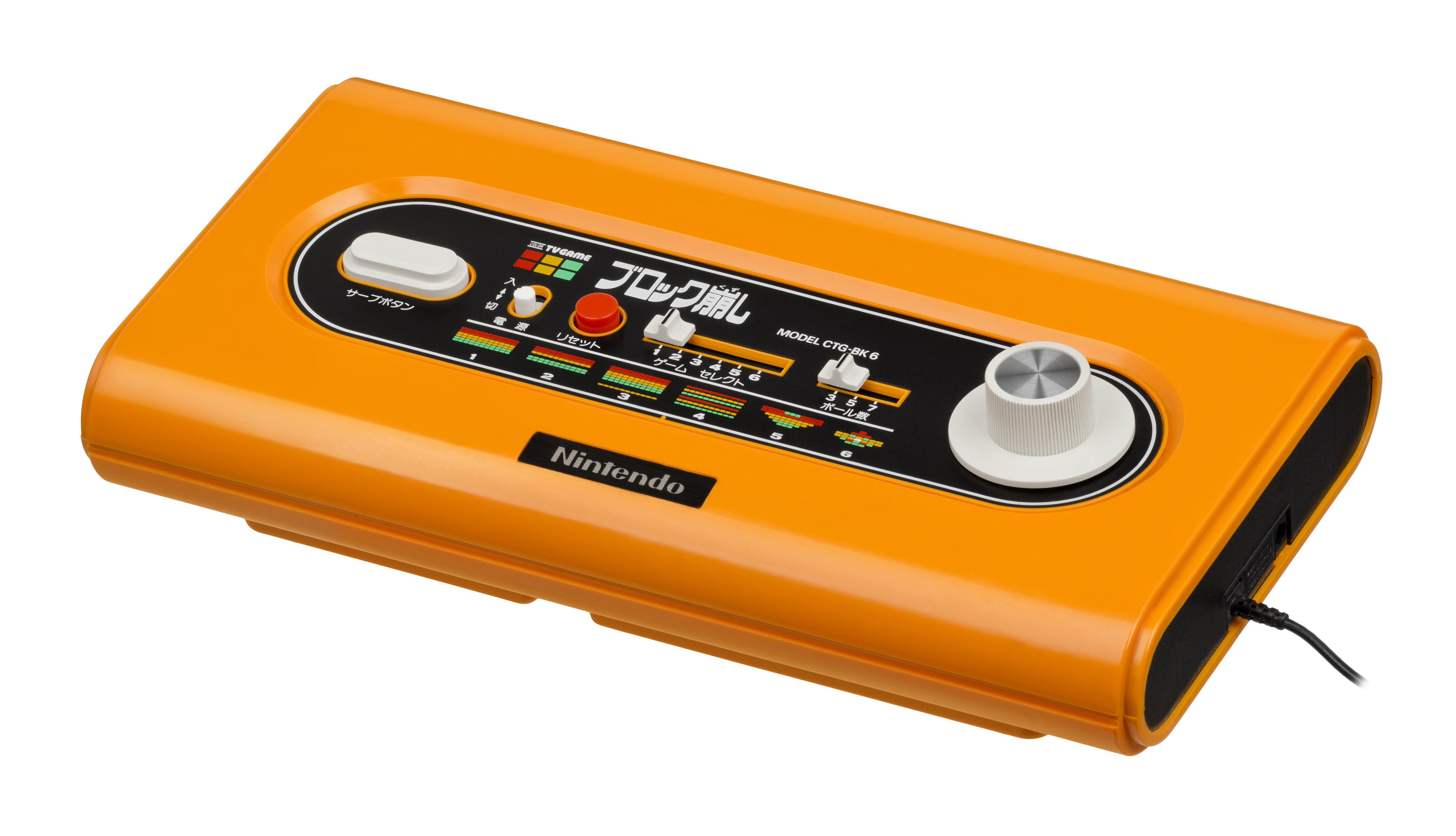
컬러 TV 게임 블록깨기

1979년 판매한 컬러 TV 게임 블록깨기(일본어: カラーテレビゲーム ブロック崩し)는 아타리의 브레이크아웃 게임을 본따서 만든 것으로 컬러 TV 게임 6과 같이 본체에 붙어있는 패들로 조작했다. 이 기종부터 닌텐도가 처음으로 자체적으로 개발한 제품이었지만 개발에 시간이 걸려 판매 시기가 늦었기 때문에 매출량은 낮았다. 일본 판매가는 13,500엔으로 40만대 정도가 팔렸다고 한다.

### 컴퓨터 TV 게임

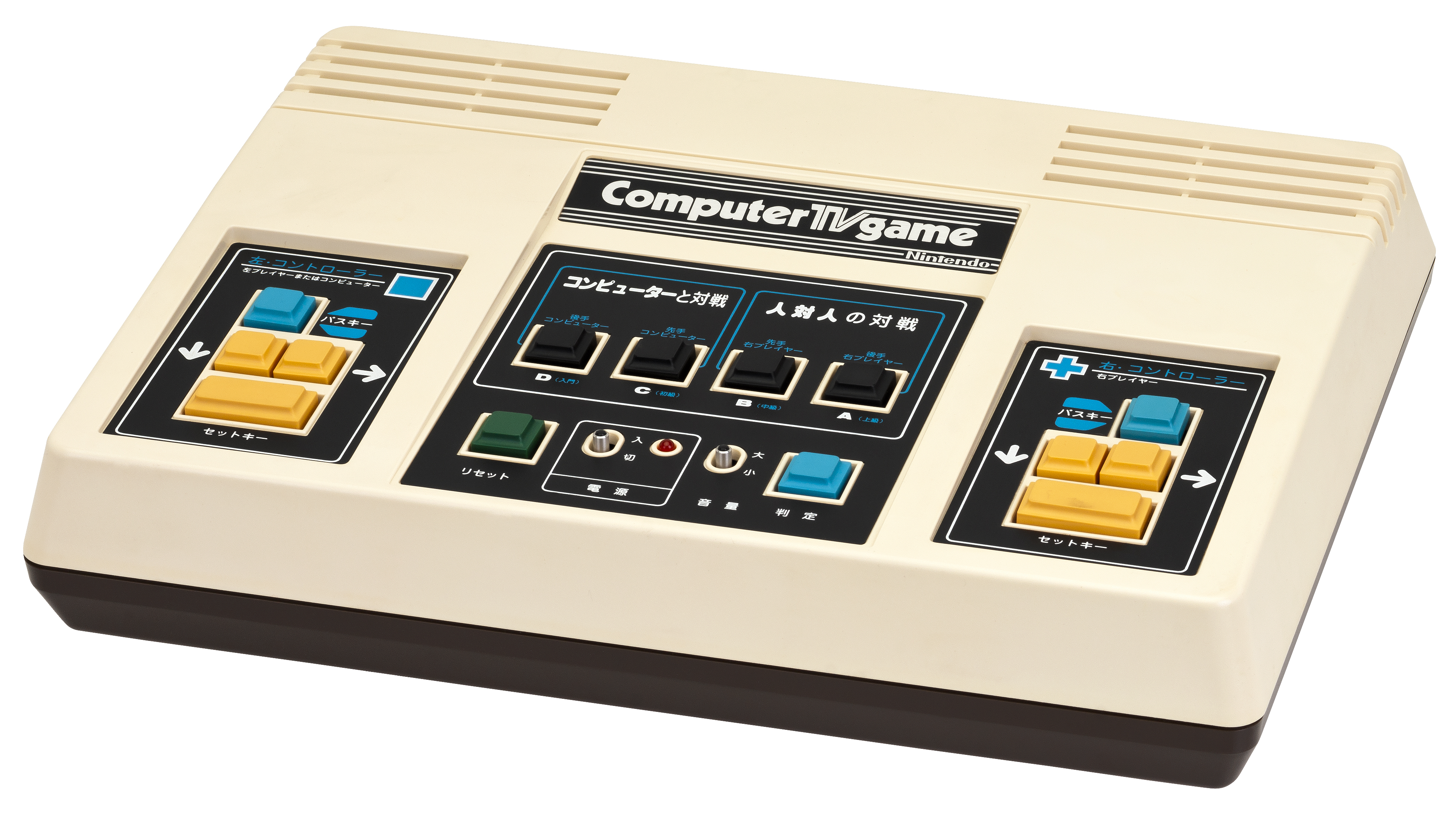
컴퓨터 TV 게임

1980년 판매된 컴퓨터 TV 게임(일본어: コンピューターテレビゲーム)은 TV 게임 시리즈의 마지막 제품으로 닌텐도의 아케이드 게임인 ‘컴퓨터 오델로’가 내장되어 있었다. 플레이어는 다른 플레이어나 컴퓨터와 같이 대전할 수 있었지만 컴퓨터의 인공지능 수준은 그리 좋지 않았다. 일본 판매가 48,000엔로 매우 고가였으며, 게임도 컴퓨터 오델로의 한 종류 밖에 없었기 때문에 판매량이 가장 나빴다.